# Jean Roussilhe
Jean Roussilhe est un homme politique français né le 19 avril 1759 à Valuéjols (Cantal) et mort le 13 mai 1847 à La Villette.

## Biographie
Propriétaire, il est député du Cantal de 1831 à 1837, siégeant à gauche, dans l'opposition.
Il est inhumé au cimetière du Père-Lachaise (39e division).

## Sources
- « Jean Roussilhe », dans Adolphe Robert et Gaston Cougny, Dictionnaire des parlementaires français, Edgar Bourloton, 1889-1891 [détail de l’édition]